# مارتن توموفسكي
مارتن توموفسكي مواليد 10 يوليو 1997 في سكوبيه، جمهورية مقدونيا، هو لاعب كرة يد مقدوني يلعب كحارس مرمى. مثل منتخب مقدونيا لكرة اليد.